# Cena Grammy
Cena Grammy (anglicky Grammy Award) je každoroční ocenění udělované Národní akademií hudebního umění a věd ve Spojených státech amerických za výjimečné úspěchy v hudebním průmyslu. Původně se nazývalo Gramophone Awards. Ocenění je udělováno od roku 1958, v současnosti ve sto deseti kategoriích napříč hudebními žánry. Právem proto patří mezi nejvýznamnější hudební ocenění na světě. Je považováno za hudební ekvivalent cen Academy Awards (Oskar). Na slavnostním večeru udělování cen Grammy vystupují přední umělci.

## Historie
Grammy Award má svůj původ v 50. letech 20. století. Tvůrci se rozhodli vytvořit ceny, které se budou oceňovat v jednotlivých odvětvích: Oscar a Emmy (filmy) a Grammy (hudba). To byl začátek Národní akademie hudebního umění a věd. Po vytvoření ceny se přemýšlelo nad tím, jak cenu nazvat: jeden z potenciálních názvů byl Eddie award, k ocenění tvůrce fonografu Thomase Edisona. Nakonec se rozhodlo pro použití jména tvůrce gramofonů Emile Berlinera. První cena byla předána 4. května 1959, a z toho se vyvinula každoroční záležitost.

## Cena
Předává se zlatý gramofon na černé podkladové desce. Ceny se vyrábí ručně v Billing Artworks v Ridgway v Coloradu.
Ceny se jménem nejsou zveřejněny do doby, než se na oficiálním ceremoniálu oznámí jméno vítěze.

## Kategorie
- Album roku
- Nahrávka roku
- Píseň roku
- Nejlepší nový umělec

Další ceny jsou předávány za vystoupení, produkci v jednotlivých žánrech (pop, rock, taneční hudba, r&b, country..), a hudební video. Speciální ceny jsou předávány za dlouholetý úspěch v hudebním průmyslu
Kvůli velkému počtu kategorií (78 v roce 2012, 81 v roce 2013, 82 v roce 2014) se na ceremoniálu předávají hlavní čtyři ceny v jednotlivých žánrech. Ostatní ceny se předávají odpoledne před hlavním ceremoniálem.

## Nominace
Nahrávací společnosti a individuální osoby mohou navrhnout nominaci. Nominace jsou prováděny online a kopie práce je posílána Národní akademii hudebního průmyslu a věd. Jak je práce poslána, je zkoumána více než 150 experty a ti rozhodují, zda nahrávku připustit do dané kategorie pro oficiální nominace.
Výsledný list je předložen členům Národní akademie, kteří mohou hlasovat a nominovat do kategorii (Nahrávka roku, Album roku, Písnička roku a Nejlepší nový umělec). Pět nahrávek, které získají nejvíce hlasů v jednotlivé kategorii se stanou nominací. Může jich být více než pět, pokud dvě nahrávky získají stejný počet hlasů.
Poté jsou odeslány členům Recording Academy, kteří hlasují. Vítězové jsou ohlášeni na ceremoniálu Grammy Award a ti, kteří nezískají zlatý gramofon, získávají medaile za nominace.
V obou kolech je po členech Akademie požadováno, aby hlasovali sami na základě kvality nahrávky a neměli by být ovlivněni prodejem, umístěním v žebříčcích, osobním přátelstvím, loajalitě ke společnosti. Je zakázáno přijímat dary.

## Ceremoniály
Do roku 1971 se ceremoniály konaly v různých lokalitách ve stejný den. Původně byly hostujícími městy New York a Los Angeles. Chicago se připojilo v roce 1962 a poté se Nashville stal čtvrtou lokalitou v roce 1965.
V roce 1971 se ceremoniál konal v Hollywood Palladium v Los Angeles. Ceremoniál se poté přesunul na Madison Squere Garden v New York City a na následující dva roky do Tennessee Theatre v Nashville. Od roku 1974 do roku 2013 se ceremoniály konaly na různých místech v New Yorku (např. Radio City Music Hall) a v Los Angeles (např. Shrine Auditiorium, Staples Center, Hollywood Palladium)
V roce 2004 se Staples Center stal stálým místem pro pořádání ceremoniálů. The Grammy Museum bylo postaveno naproti Staples Center.

## Vysílání
První ceremoniál se konal 29. listopadu 1959 a vysílala ho stanice NBC. Stanice CBS odkoupila práva na vysílání v roce 1973.

## Seznam ceremoniálů

### 2003
- Ročník: 45.
- Místo konání: Madison Square Garden, New York
- Nahrávka roku: Norah Jones – Don't Know Why
- Album roku: Norah Jones – Come Away With Me
- Píseň roku: Jesse Harris – Don't Know Why
- Objev roku: Norah Jones

#### Alternative rock
- Album roku: Coldplay – A Rush of Blood to the Head

#### Blues
- tradiční: B. B. King – A Christmas Celebration of Hope
- moderní: Solomon Burke – Don't Give Up On Me

#### Pro děti
- hudební album: Riders in the Sky – Příšerky s.r.o.
- mluvené slovo: Tom Chapin – There Was an Old Lady Who Swallowed a Fl

#### Kompozice
- Nejlepší instrumentální kompozice: Thomas Newman – Six Feet Under Title Theme
- Nejlepší soundtrack: Howard Shore – Pán prstenů: Společenstvo Prstenuser

#### Country
- Nejlepší skladba: Alan Jackson – Where Were You (When The World Stopped Turning)
- Nejlepší album: The Dixie Chicks – Home

#### Rock
- Nejlepší skladba: Bruce Springsteen – The Rising
- Nejlepší album: Bruce Springsteen – The Rising
- Nejlepší metalová skladba: Korn – Here To Stay
- Nejlepší hard rocková skladba: Foo Fighters – All My Life

### Rap
- Eminem – The Eminem Show

### 2004
46. ročník se konal ve Staples Center v Los Angeles. Nahrávkou roku byla oceněna písnička "Clocks" od Coldplay. Albem roku se stalo Speakerboxxx/The Love Below od OutKast. Písničkou roku se stala "Dance with My Father" od Luthera Vanrdrosse. Objevem roku se stala Evanescence.

### 2005
47. ročník se konal v Staples Center v Los Angeles. Nahrávkou roku se stala písnička "Here We Go Again" od Raye Charlese a Norah Jones. Album roku se stalo album Raye Charlese Genius Loves Company. Písničkou roku byla oceněna "Daughters" od Johna Mayera. Objevem roku se stala skupina Maroon 5.

### 2006
48. ročník se konal v Staples Center v Los Angeles. Irská rocková skupina U2 získala pět ocenění, včetně ocenění za Album roku. Písnička skupiny Green Day "Boulevard of Broken Dreams" se stala Nahrávkou roku. Objevem roku se stal John Legend. Kelly Clarkson získala dvě ceny a stala se tak první ze soutěžích americké soutěže American Idol, kdo získal Grammy. Cenu MusiCares Osobnost roku získal James Taylor.

### 2007
49. ročník se konal v Staples Center v Los Angeles. Skupina Dixie Chicks získala ten večer pět ocenění a to v kategoriích: Nahrávka roku, Písnička roku a Nejlepší country vystoupení dua nebo skupiny s písničkou "Not Ready to Make Nice", Album roku a Nejlepší country album Taking the Long Way. Objevem roku se stala Carrie Underwood. Mary J. Blige získala nejvíce nominací (osm). Don Henley byl oceněn cenou MusiCares Osobnost roku.

### 2008
Výroční 50. ceny Grammy se udělovaly 10. února 2008 v Staples Center v Los Angeles. Pět ze šesti nominací proměnila britská zpěvačka Amy Winehouse. Do USA však nepřiletěla, jelikož jí úřady kvůli drogovým skandálům odmítly udělit víza. Winehouse se tak stala historicky pátou sólovou zpěvačkou, které se podařilo získat za jeden večer pět zlatých gramofonů. Před ní to dokázaly jen Lauryn Hill, Norah Jones, Alicia Keys a Beyoncé. O jednu cenu méně obdržel Kanye West, jehož deska Graduation byla zvolena nejlepší rapovou nahrávkou, West vyhrál i kategorii Raper roku.
Albem roku se stalo River: The Joni Letters jazzového muzikanta Herbie Hancocka. V kategorii Pop dominovala Amy Winehouse se dvěma cenami (Nejlepší album, Nejlepší ženský výkon), dále mj. Justin Timberlake s písní „What Goes Around...Comes Around“ a Maroon 5 se singlem „Makes Me Wonder“. Za Nejlepší mužský rockový výkon byl oceněn Bruce Springsteen („Radio Nowhere“), jenž bral cenu i za Nejlepší instrumentální výkon („Once Upon a Time in the West“) a Nejlepší rockovou píseň („Radio Nowhere“). Foo Fighters si odnesli cenu za Nejlepší rockové album (Echoes, Silence, Patience & Grace) a také píseň „The Pretender“. Nejlepším tanečním albem bylo zvoleno We Are the Night od Chemical Brothers, nejlepším albem na poli nezávislé hudby se stalo Icky Thump od The White Stripes.

### 2009
51. udílení cen Grammy proběhlo 8. února 2009 v losangeleském Staples Center. Nejvíce zlatých gramofonů si odnesla dvojice Alison Krauss a Robert Plant, když zvítězili hned v pěti kategoriích. Podle akademiků bylo za uplynulý rok nejlepší jejich album Raising Sand a také nahrávka „Please Read the Letter“. Úspěšní byli i Coldplay se třemi oceněními, mj. za nejlepší rockové album (Viva La Vida Or Death And All His Friends) a píseň roku „Viva La Vida“. Objevem roku se stala dvacetiletá Adele, která triumfovala i v kategorii Ženský pěvecký výkon („Chasing Pavements“). Tha Carter III od Lil Waynea bylo vyhlášeno nejlepším rapovým albem, v kategorii Nejlepší R&B album zvítězila Jennifer Hudson se stejnojmennou nahrávkou.
Vyhlásit jednotlivé vítěze přišli mj. Morgan Freeman, Samuel L. Jackson, Green Day či Blink 182, kteří při té příležitosti oznámili návrat na koncertní pódia. Během slavnostního ceremoniálu vystoupilo i velké množství umělců, např. Coldplay, Adele, Katy Perry, Estelle, Kanye West a především Radiohead, kteří podobná vystoupení už řadu let odmítají. Výborné bylo rovněž spojení Paula McCartneyho a Davida Grohla, jenž společně zahráli „I Saw Her Standing There“, jednu z prvních písní Beatles z roku 1963.

### 2010
52. udílení cen Grammy proběhlo 31. ledna 2010 opět v losangeleském Staples Center. V přímém přenosu bylo uděleno pouze 10 cen, ostatních 99 bylo uděleno ve veřejně nevysílané části ceremoniálu. Beyoncé získala deset cen, včetně ceny za nejlepší píseň pro skladbu "Single Ladies". Taylor Swift získala čtyři ceny, včetně ceny za album roku za její Fearless. Čtyři ceny získali také The Black Eyed Peas, po třech pak Jay-Z a Kings of Leon (ti získali za skladbu "Use Somebody" cenu za nejlepší nahrávku roku). Poprvé v kariéře cenu získali také veteráni Iron Maiden Judas Priest a AC/DC. Objevem roku se stali Zac Brown Band.

### 2011
53. udílení cen Grammy proběhlo 13. února 2011 opět v losangeleském Staples Center. Nejvíce cen – čtyři – získali Lady Antebellum, včetně cen za nahrávku a píseň roku pro jejich skladbu "Need You Now". Tři ceny získali Lady Gaga a Jay-Z. Eminem z rekordních 10 nominací proměnil pouze dvě. Cenu za album roku získali Arcade Fire za The Suburbs. Objevem roku se stala zpěvačka a hudebnice Esperanza Spalding.

### 2012
54. udílení cen opět proběhlo v Staples Center, dne 12. února 2012. Počet udělovaných cen byl snížen ze 109 na 78, když některé kategorie byly sloučeny a některé zrušeny úplně. Nejvíce cen (šest) si odnesla britská zpěvačka Adele a to včetně nejprestižnějších cen za nahrávku a píseň roku (za "Rolling in the Deep") a album roku (za 21). Pět cen získali Foo Fighters, čtyři ceny pak z rekordních sedmi nominací získal Kanye West. Jiří Bělohlávek nominovaný s BBC Symphony Orchestra v kategorii nejlepší orchestrální výkon za uvedení 6. symfonie Bohuslava Martinů svou nominaci neproměnil. Objevem roku se stala hudební skupina Bon Iver.

### 2013
55. udílení cen proběhlo dne 10. února 2013. Jako nahrávka roku byla oceněna "Somebody That I Used To Know" (Gotye a Kimbra) z alba Making Mirrors, jako píseň roku "We Are Young" (skupina fun. - zároveň získali ocenění objev roku) a jako album roku Babel skupiny Mumford & Sons. Nejvíce cen (čtyři) získal Dan Auerbach (z toho tři jako člen skupiny The Black Keys) a to z rekordních šesti nominací; dvě neproměněné byly právě nominace na nahrávku roku a album roku. Tři ceny získali (kromě The Black Keys) také Jay-Z, Skrillex a Kanye West. V kategorii nejlepší muzikálové album zvítězil záznam z muzikálu Once (na motivy stejnojmenného filmu), když autory textu a hudby k tomuto muzikálu jsou Glen Hansard a Markéta Irglová.

### 2014
56. udílení cen proběhlo dne 26. ledna 2014. Jako náhravka roku byla oceněna "Get Lucky" (Daft Punk, Pharrell Williams a Nile Rodgers), jako píseň roku "Royals" zpěvačky Lorde a jako album roku Random Access Memories skupiny Daft Punk. Nejvíce cen (pět) získali Daft Punk, nejvíce nominací pak Jay-Z (devět). Objevem roku se stalo duo Macklemore & Ryan Lewis.

### 2015
57. udílení cen Grammy se konalo 8. února v Staples Center v Los Angeles. Britský umělec Sam Smith získal čtyři ocenění v kategoriích: Objev roku, Nahrávka roku, Písnička roku a Nejlepší popové album. Beckovo album Morning Phase bylo jmenováno Albem roku. Pharell Williams a Beyoncé si odnesli tři ocenění. Životní ocenění získali Bee Gees, George Harrison, Pierre Boulez, Buddy Guy a Flaco Jiménez.

### 2016
58. udílení cen proběhlo dne 15. února v Staples Center v Los Angeles. Náhravkou roku se stala "Uptown Funk" (Mark Ronson & Bruno Mars), ocenění za Album roku získala Taylor Swift se svým pátým studiovým albem 1989. Písní roku se stala "Thinking Out Loud" od dua Ed Sheeran a Amy Wadge. Objevem roku se stala americká zpěvačka Meghan Trainor.

### 2017
59. udílení cen proběhlo dne 12. února v Staples Center v Los Angeles. Britská zpěvačka Adele posbírala celkem pět ocenění, mimo jiné s albem 25 získala Album roku a s písní "Hello" Náhravku a Píseň roku. Objevem roku se stal americký rapper Chance the Rapper.

### 2018
60. udílení cen proběhlo dne 28. ledna v Madison Square Garden v New Yorku. Americký skladatel a zpěvák Bruno Mars získal ocenění za Album roku se svým 24K Magic a za Nahrávku roku se stejnojmennou písní. Písní roku se stala "That's What I Like" z alba 24K Magic. Objevem roku se stala kanadská zpěvačka Alessia Cara.

### 2019
61. udílení cen proběhlo dne 10. února v Staples Center v Los Angeles. Jako Nahrávka i Píseň roku byla oceněna "This Is America" od amerického rappera Donalda Glovera. Album roku získala americká country zpěvačka Kacey Musgraves s albem Golden Hour. Objevem roku se stala britská zpěvačka albánského původu Dua Lipa.

### 2020
62. udílení cen proběhlo dne 26. ledna v Staples Center v Los Angeles. Jako Nahrávka i Píseň roku byla oceněna "Bad Guy" od americké zpěvačky Billie Eilish, ta se stala zároveň i Objevem roku a získala ocenění za Album roku (When We All Fall Asleep, Where Do We Go?).

### 2021
63. udílení cen proběhlo 14. března 2021 v posunutém termínu kvůli pandemii covidu-19 v Los Angeles za přísných hygienických podmínek a bez diváků. Organizátoři však i přesto dokázali vytvořit skvělou show. Vystupující umělci hráli na několika pódiích a na několika místech, aby divák zapomněl na absenci publika. Večer zahájil Harry Styles s písní "Watermelon Sugar", za kterou si odnesl svoji první cenu Grammy. Večer však patřil ženám, nejvíce nominací proměnila Beyoncé. Album roku vyhrála Taylor Swift s albem Folklore, stala se tak prvním ženou, která vyhrála tuto kategorii třikrát (2010-Fearless, 2015-1989). Ceny si odnesla i Billie Eilish za Píseň roku "Everything I Wanted" nebo Dua Lipa za Nejlepší popové album Future Nostalgia.